# Хомстед Медоус Саут (Тексас)
Хомстед Медоус Саут (енгл. Homestead Meadows South) насељено је место без административног статуса у америчкој савезној држави Тексас.

## Демографија
По попису из 2010. године број становника је 7.247, што је 440 (6,5%) становника више него 2000. године.
| Група             | 2000.         | 2010.         |
| Белци             | 220 (3,2%)    | 124 (1,7%)    |
| Афроамериканци    | 22 (0,3%)     | 17 (0,2%)     |
| Азијати           | 6 (0,1%)      | 11 (0,2%)     |
| Хиспаноамериканци | 6.546 (96,2%) | 7.079 (97,7%) |
| Укупно            | 6.807         | 7.247         |